# Canard mandarin
Aix galericulata
Pour les articles homonymes, voir Mandarin.
Espèce
Statut de conservation UICN

 LC  : Préoccupation mineure
Le canard mandarin (Aix galericulata) est une espèce de canards appartenant à la famille des anatidés, originaire d'Asie du Nord-Est. Il peut cependant être observé à l'état sauvage en Europe où quelques individus échappés de captivité se sont acclimatés et s'y reproduisent aujourd'hui régulièrement.

## Apparence

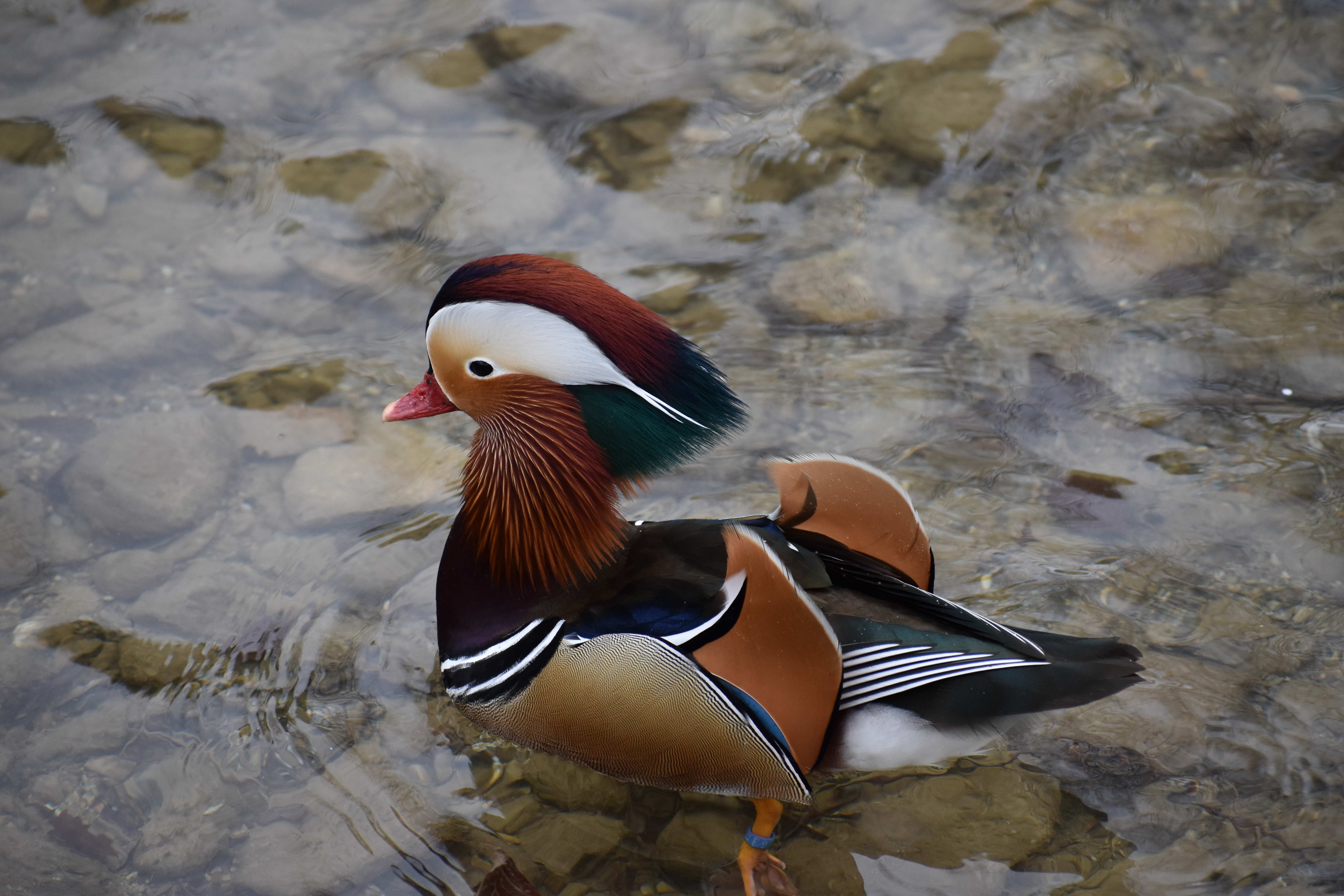
Canard mandarin mâle.

Reconnaissable entre tous, le mâle se distingue par la forme et la couleur si particulière de ses ailes. La femelle est plus terne de couleur ; elle présente un aspect général gris avec une bande blanche courbe située derrière l'œil et des taches blanches sur les parties inférieures. Le mâle perd son plumage resplendissant après la période de reproduction (vers la fin du printemps), pour prendre une apparence plus proche de la femelle, à tel point qu'il peut être difficile de les différencier.
Cet oiseau mesure entre 43 et 51 centimètres de longueur pour une envergure allant de 65 à 75 centimètres,. Les adultes peuvent peser de 428 à 693 grammes,

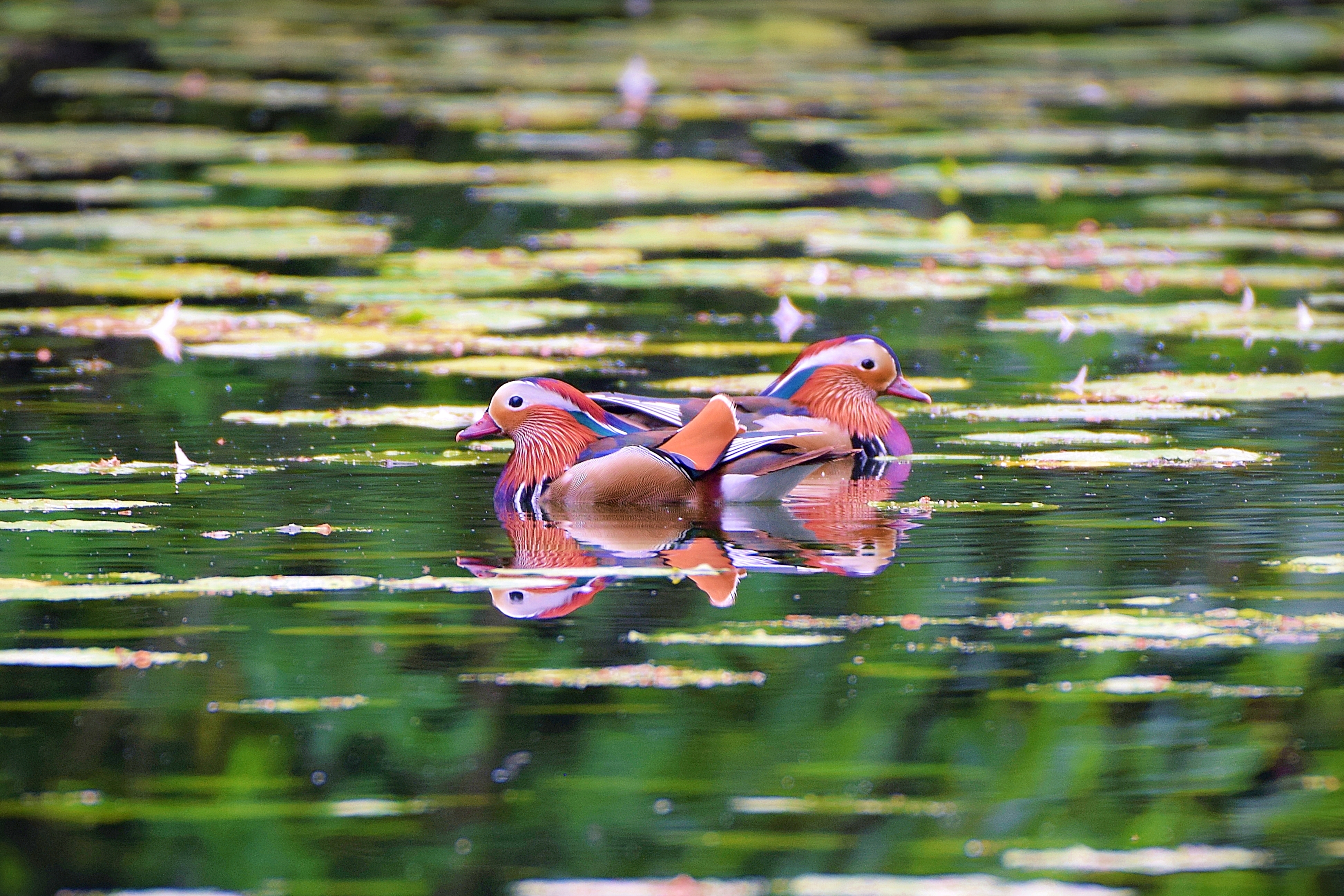
Deux canards mandarins en mai 2019, aux alentours de Bruxelles.

## Alimentation
L'alimentation du canard mandarin varie en fonction des saisons. En automne et en hiver, il consomme surtout des glands et des graines. Au printemps, il se nourrit principalement d'insectes, d'escargots, de poissons et de plantes aquatiques. En été, il se nourrit surtout de vers, de petits poissons, de grenouilles, de mollusques et de petits serpents.

## Comportement et reproduction
Le canard mandarin est un symbole de la fidélité en Asie (il est parfois offert en cadeau à un couple de jeunes mariés en Chine et en Corée), car il vit en couple toute sa vie durant,. La femelle pond de neuf à douze œufs par an dans un nid habituellement placé dans un creux d'arbre qu'elle couve pendant environ 28 jours, entre avril et juillet, .

## Répartition

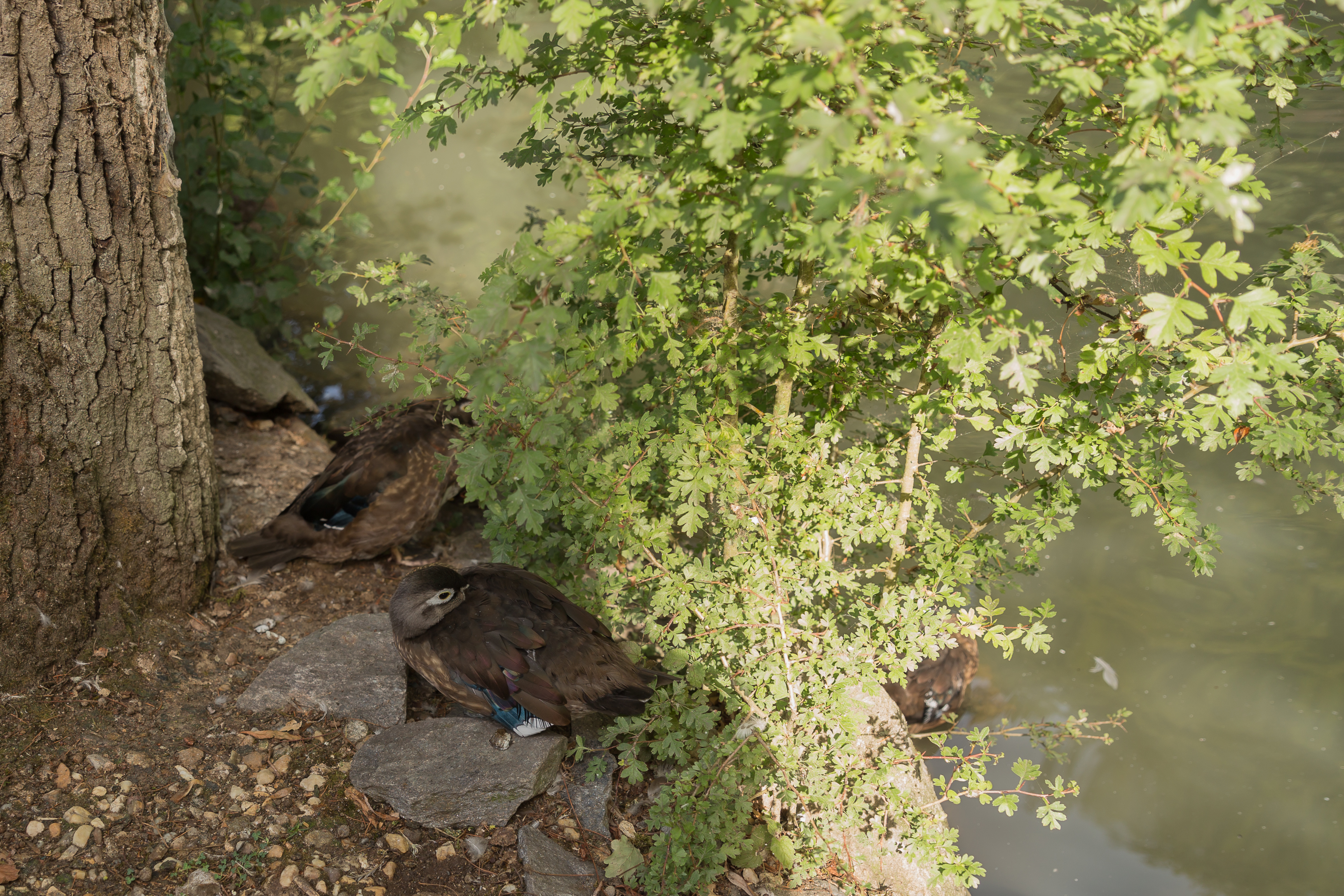
Aix galericulata (canard mandarin) femelle au ZooParc de Beauval à Saint-Aignan-sur-Cher, France.

Cette espèce vit dans l'extrême est de la Sibérie, sur l'île de Sakhaline, dans le nord-est de la Chine, au Japon, à Taïwan et en Corée. Les populations continentales hivernent dans le sud de la Chine. Des populations sont présentes dans certaines régions d'Europe comme la Grande-Bretagne ou la région de Berlin, probablement issues d'individus échappés de jardins zoologiques ayant réussi à s'acclimater. En France, le canard mandarin est visible en région parisienne (Bois de Boulogne et de Vincennes, Marne)[réf. nécessaire]. Cet oiseau a également été introduit aux États-Unis.

## Habitat
Le canard mandarin vit dans les régions forestières comprenant des plans d'eau.

## Population et conservation

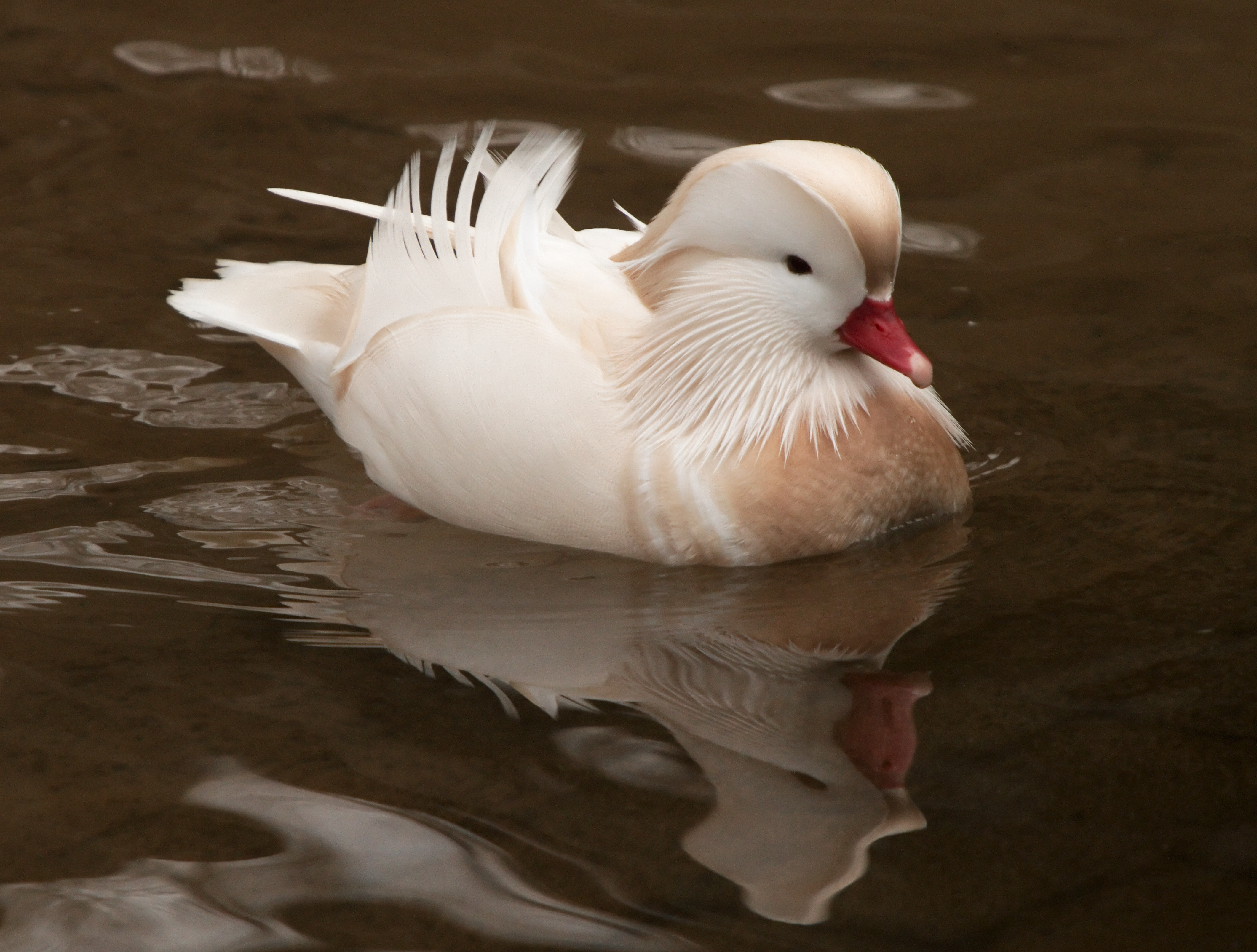
Un spécimen mâle de variété blanche au Ouwehands Dierenpark, aux Pays-Bas.

Bien que très répandu en Asie de l'Est, c'est une espèce menacée à la suite de la destruction de son habitat naturel, la forêt. En 1980, le Japon a commandé 3 000 couples de canards mandarins aux Pays-Bas pour repeupler les lacs de son territoire.
En France, le canard mandarin ne figure pas dans la liste des oiseaux protégés fixée par l'arrêté du 29 octobre 2009.

La variété blanche est considérée comme domestique.